# Carthage (Tennessee)
Carthage és una població dels Estats Units a l'estat de Tennessee. Segons el cens del 2000 tenia 2.251 habitants.

## Demografia
Segons el cens del 2000, Carthage tenia 2.251 habitants, 952 habitatges, i 560 famílies. La densitat de població era de 302,8 habitants/km².
Dels 952 habitatges en un 25,9% hi vivien nens de menys de 18 anys, en un 38,2% hi vivien parelles casades, en un 16,5% dones solteres, i en un 41,1% no eren unitats familiars. En el 38,2% dels habitatges hi vivien persones soles el 21,6% de les quals corresponia a persones de 65 anys o més que vivien soles. El nombre mitjà de persones vivint en cada habitatge era de 2,22 i el nombre mitjà de persones que vivien en cada família era de 2,93.
Per edats la població es repartia de la següent manera: un 21,9% tenia menys de 18 anys, un 8,6% entre 18 i 24, un 23,9% entre 25 i 44, un 22,7% de 45 a 60 i un 22,7% 65 anys o més.
L'edat mediana era de 42 anys. Per cada 100 dones de 18 o més anys hi havia 72,6 homes.
La renda mediana per habitatge era de 24.375 $ i la renda mediana per família de 32.159 $. Els homes tenien una renda mediana de 30.531 $ mentre que les dones 20.417 $. La renda per capita de la població era de 18.709 $. Entorn del 18,6% de les famílies i el 20,6% de la població estaven per davall del llindar de pobresa.

## Poblacions més properes
El següent diagrama mostra les poblacions més properes.